# Elsdon (Neuseeland)
Elsdon ist ein Vorort der neuseeländischen Stadt Porirua. Er liegt unmittelbar westlich des Stadtzentrums und wurde nach dem Historiker Elsdon Best benannt.

## Demografie
Elsdon wird in statistischen Auswertungen mit dem benachbarten Vorort Takapuwahia zusammengefasst. Das Gebiet mit einer Größe von 10,29 Quadratkilometer (3,97 Quadratmeilen) umfasst dabei auch das große ländliche Gebiet Colonoal Knob im Westen. Geschätzt leben 2.510 Personen in dem Gebiet bzw. ca. 244 Personen pro Quadratkilometer (Stand Juni 2024).
Elsdon-Takapuwahia hatte bei der neuseeländischen Volkszählung 2018 eine Bevölkerung von 2.418 Personen, was einen Anstieg von 261 Personen (12,1 %) gegenüber der vorherigen Zählung 2013 bedeutet. Es gab 696 Haushalte mit 1.194 Männern und 1.224 Frauen. Das ergibt ein Geschlechterverhältnis von 0,98 Männer pro Frau. Das Durchschnittsalter lag bei 31,1 Jahren (vgl. 37,4 Jahre auf nationaler Ebene). Die Altersgruppen teilten sich wie folgt auf:
- unter 15 Jahren: 603 Personen (24,9 %)
- 15–29 Jahre: 582 Personen (24,1 %)
- 30–64 Jahre: 996 Personen (41,2 %)
- 65 Jahre oder älter: 240 Personen (9,9 %)

18,5 % der Einwohner wurden im Ausland geboren (nationaler Vergleich: 27,1 %).
Obwohl einige Personen die Frage nach der Religionszugehörigkeit in der Volkszählung nicht beantworteten, gaben 41,7 % an, keiner Religion anzugehören, 44,3 % waren Christen, 2,2 % gehörten einer Māori-Religion an, 1,9 % waren Hindus, 0,5 % waren Muslime, 0,6 % waren Buddhisten und 1,7 % gehörten anderen Religionen an.
14,7 % der mindestens 15-Jährigen hatten einen Bachelor-Abschluss oder höher. 22,0 % hatten keinen formalen Abschluss. 46,8 % waren vollzeitbeschäftigt, 13,4 % teilzeitbeschäftigt und 7,4 % arbeitslos.
Der Einkommensmedian lag bei 25.700 Dollar (vgl. national: 31.800 Dollar). 8,4 % verdienten mehr als 70.000 Dollar (vgl. national: 17,2 %).
Die einigen Trends in dem Gebiet unterscheiden sich deutlich vom Rest Neuseelands. Ethnisch gesehen waren 52,9 % Māori, 47,8 % Europäer/Pākehā, 28,7 % Pasifika, 10,0 % Asiaten, 0,7 % MELAA und 0,6 % Sonstige. Neuseeland als Ganzes ist zu 70,2 % europäisch und nur zu 16,5 % Māori. Außerdem unterscheidet sich das Gebiet in einer größeren christlichen Bevölkerung (44,3 % zu 36,5 %) und einem geringeren Medianeinkommen (25.700 Dollar zu 31.800 Dollar).

## Wirtschaft
Das Industriegebiet ist vor allem bekannt für die 1969 errichtete Fabrik des Schokoladenherstellers Whittaker’s.

## Bildung
Die Porirua-Schule, eine koedukative staatliche Grundschule für die Klassen 1 bis 6, befindet sich in Elsdon. Die Schule besuchten im März 2025 145 Schülerinnen und Schüler.
Die OneSchool Global, eine koedukative private Verbundschule für die Klassen 1 bis 13 mit zahlreichen internationalen Standorten, hat einen Campus in dem Vorort.
Die zuständige High School ist das staatliche Mana College in Takapūwāhia.